# 隈部正美
隈部 正美（くまべ まさみ、1897年5月26日 - 1945年8月16日）は、日本の陸軍軍人。最終階級は陸軍少将。熊本県出身。

## 来歴・人物
- 1918年（大正7年）5月 陸軍士官学校卒業（第30期）
  - 12月 歩兵少尉任官
- 1922年（大正11年）3月 歩兵中尉
- 1926年（大正15年）1月 航空兵中尉
  - 12月 陸軍大学校卒業（第38期）
- 1927年（昭和2年）3月 航空兵大尉
- 1933年（昭和8年）8月 航空兵少佐
- 1937年（昭和12年）8月 航空兵中佐・陸大教官
- 1939年（昭和14年）3月 航空兵大佐・陸軍航空本部第6課長兼航空総監部第4課長
- 1940年（昭和15年）8月 第21独立飛行隊長
- 1942年（昭和17年）6月 第8飛行団長
- 1943年（昭和18年）3月 航空兵少将
- 1943年（昭和18年）5月 陸軍航空本部教育部長
- 1944年（昭和19年）8月 第3航空軍参謀長
- 1944年（昭和19年）10月 第4航空軍参謀長
- 1945年（昭和20年）2月 陸軍航空審査部総務部長
- 1945年（昭和20年）8月 自決

### 陸軍航空本部第6課長
隈部は陸大卒のエリート軍人で、席次も常に同期トップであった。士官学校入学当初は歩兵科であったが、陸大卒業と同時に航空科に転科し、以後は航空畑を進むこととなる。1939年に同期トップで大佐に進級すると同時に陸軍航空本部第6課長兼航空総監部第4課長に任命され、陸軍航空の中枢でキャリアを積んだ。
1940年8月には、第21独立飛行隊長として実戦部隊の指揮を執ることとなった。同飛行隊は北部仏印進駐の航空支援のために急遽編成された航空隊であり、九七式戦闘機と九七式軽爆撃機の2個中隊で編成された、通常の飛行戦隊より規模の小さい飛行隊であった。当初、北部仏印進駐は平和的な進駐の予定で、西原一策少将が団長の仏印監視団（西原機関）が仏印の植民地政府と交渉していたが、後に隈部と深く関わることとなる参謀本部第1部長富永恭次少将が交渉の督促のため仏印入りすると、仏印のフランス軍の交渉引き延ばしや挑発的な軍事行動に業を煮やして、日本本国の方針を無視して現地の南支那方面軍に武力進駐を煽った。
軍司令官の安藤利吉中将や第5師団師団長中村明人中将は富永の煽りもあって武力進駐を決意し、日本フランス両軍の武力衝突に発展した。第21独立飛行隊長も陸上部隊支援のためにハイフォンを爆撃し、偵察にきたフランス軍機を撃墜した。最終的には日本とフランスの交渉が成立して、全面的な武力衝突は避けられたが、この責任を問われて富永や現地軍の安藤や中村らは更迭された。しかし、隈部は責任を問われることはなく1941年7月まで現職にとどまった。
1941年7月には中央に復帰し、陸軍航空の軍令の制定や改廃を統括する航空総監部典範課長として内地に帰還したが、太平洋戦争が開戦すると1942年7月には、第3航空軍隷下の第8飛行団長として再び前線部隊を指揮することとなった。（陸軍関係資料をみると、この第8飛行団はもともと満州の第2飛行師団隷下の部隊で、隈部は既にこれ以前からその団長だったようである。）第3航空軍は陸軍航空の先端者菅原道大中将の指揮で、ビルマを中心にイギリス空軍だけではなく、フライング・タイガースやそれを承継したアメリカ陸軍航空隊やオーストラリア空軍など連合軍の航空部隊が相手に、戦力劣勢ながら敢闘していたが、第8飛行団はスマトラ島に展開しており、軍主力が激戦を戦う中、後方で平穏な日々を過ごすこととなった。

### 陸軍航空本部教育部長
1943年（昭和18年）3月 陸軍少将に昇進し、同年5月 陸軍航空本部教育部長に就任し、日本国内に帰還した。
総理大臣兼陸軍大臣の東條英機が、1943年9月に陸軍部内向けの訓示で、航空機の増産と共に「航空要員養成は有ゆる手段を尽くし施設資材の許す最大限を実施せねばならない」と強い口調で指示をするほど、陸軍は航空兵を大量に育成する必要に迫られていたが、隈部は教育部長として、先頭に立って航空兵の育成に尽力している。航空兵の大量育成に大きく貢献したのが、10月に閣議決定された教育ニ関スル戦時非常措置方策による学徒出陣であり、特別操縦見習士官の大量募集が行われ、航空兵の大増員が進められた。
自分の長男靖　陸軍少尉が、慶應義塾大学卒業後に特別操縦見習士官1期生となり、熊谷陸軍飛行学校で訓練をしていた陸軍次官富永恭次中将から、見習航空兵の操縦教育は非常に危険が多いのにもかかわらず、訓練用飛行場には軍医が一人も配置されていないことを指摘されて、隈部は見習航空兵の医療充実を図り、72名の軍医が地上部隊から航空部隊に転属させている。また、食事も改善させ、国内でも食糧事情が悪化して高級士官もとうもろこし、栗、サツマイモ等を混入した麦飯を食べていたのにもかかわらず、見習士官たちも前線の空中勤務者と同様に、高空で気圧の低い所へ行くと腸内のガスが膨張して腹部不快を起すのを防止するため、雑穀を避けて消化の良い純米の白米を主食として、体力を維持するため、肉や魚の動物性脂肪分と卵、牛乳等を毎食支給させた。さらにはウィスキーや清酒といった酒類や、チョコレートや飴といった甘味品もふんだんに支給されるようにした。陸軍航空技術研究所、陸軍第七技術研究所、東京大学に巨費を投じて開発を命じていた、航空医学に基づく栄養食品「航空糧食」も積極的に支給させた。特別操縦見習士官が支給された「航空糧食」は「航空ビタミン食」「腸内ガス無発生食品」「航空元気酒」「疲労回復酒」「防吐ドロップ」「早急出動食」「鉄飴」などで、航空病を予防し、パイロットの能力を最大限発揮させることができたという。このようにして大事に育成された特別操縦見習士官1期生は、富永の長男靖も含めて2,336名が少尉として任官し、陸軍航空隊航空士官の主力となって活躍した。

### 第4航空軍参謀長
1944年（昭和19年）8月 、戦局が厳しさを増す中で、陸軍航空の専門家であった隈部はまた最前線に出ることとなり、第3航空軍参謀長に就任した。その頃、レイテ島の戦いにおいて、第4航空軍第2飛行師団師団長木下勇中将が、第4航空軍司令官となっていた富永の命令違反を犯したため、師団長を更迭されることとなった。木下に代わる師団長として第4航空軍参謀長の寺田済一少将が新師団長に親補されたため、その寺田の後任の第4航空軍参謀長として、隈部が選ばれた。
隈部は富永を補佐して特別攻撃隊を中心とした航空作戦を指揮したが、温厚だった寺田と打って変わり、ともに激しい性格であった富永と隈部はあわず、司令部内の空気は陰鬱を極めており、作戦遂行の支障となった。
もともと富永はマニラ死守を主張し、エチアゲに航空軍を下げることに反対していた。これは、特攻隊を送り出してきたこれまでの責任だけでなく、山下奉文の配下に入ることを嫌ったとする説もある。また、富永はマニラで王侯貴族のような生活をし、隈部ら幕僚も邸宅を接収して住んでおり、武藤章は、幕僚らについてはマニラでの文化的生活を捨てて山中に籠るのが嫌だったのだと批判している。しかし結局、連合軍上陸の噂が広まる中、富永は山下方面軍司令官の情誼ある言葉を受けたとしてマニラ死守の姿勢を急変、1945年1月エチアゲへの航空軍司令部の即日撤退を決めた。このとき、あまりに急だったため、各地の多くの所属部隊に司令部移動の連絡が通知されなかったという。また、マニラ諸隊には、通知はなされたが、いずれ敵の近接とともに飛行場を破壊し振武集団（山下麾下の部隊）の指揮下に入るとされながら（当面は）現任務を続行とされた。高木によれば、「現任務を続行」とされた以上は次の命令を出さない限り各部隊はこの命令に従わねばならない、ところが司令部はこの命令を出しっぱなしにして次の措置をとっていず、これは司令官より軍参謀の責任であるとしている。

#### フィリピン脱出と部下置き去りの問題
この頃富永は、精神が衰弱しデング熱も発症し、40度の高熱に浮かされるようになっている。当時、第4航空軍は他の航空軍からの飛行機機体の引き抜きや相次ぐ特攻によって、パイロットはまだ若干残っていたものの実質的に使用できる機体はほとんど無くなり、航空軍としての実態は無くなっていた。心身ともに衰弱している富永を見かねた参謀長の隈部は、富永を後方に退避させ療養させることと共に、これ以上フィリピンにいても、航空軍としては戦術的に意味ある行動をとれないまま、無意味に兵力を失っていくだけだと考え、第4航空軍司令部を台湾に撤退させて、戦力を立て直すことを考え、幕僚らと協議した。富永は酒を飲まないため、参謀たちは富永を除いて飲酒しながら協議を繰り返していたが、1月10日に富永不在の幕僚会議で「一部兵力をルソン島に残し、第14方面軍のための指揮連絡、捜索に任じせしめ、台湾で戦力を建て直し、台湾から効率的に運用するほか手段がない」という結論に達したとする。高木俊朗は、実際には、参謀らが富永司令官の状態に不安を感じたことと、参謀ら自身の多くが安全な台湾への脱出を望み焦ったものと考えている。12日に第14方面軍の参謀も兼任していた佐藤参謀が、方面軍首脳に意見具申し、松前、渋谷両参謀が台湾に飛んで第10方面軍に協力を要請した。
隈部らの計画は第4航空軍を台湾に撤退させた後に、戦力を補充してフィリピンを支援するというものであったが、直属の第14方面軍にも台湾の第10方面軍にも打診していただけで正式な許可があったわけではなかった。しかし、第14方面軍司令官の山下奉文大将は、自分のマニラをオープンシティにするといった命令通りに最終的には富永がマニラを撤退したことから、佐藤の報告を好意的に受け取って｢富永はよくエチアゲに撤退してくれた。これで方面軍の面目も立つ、台湾の件は意見具申の電報を起案しておけ｣と命じている。第4航空軍が正当な手続きを経て台湾に後退するためには、第14方面軍の指揮下から外れて、台湾を管轄する第10方面軍の指揮下に入らねばならなかったが、第14方面軍に了承の意図があっても、最終的には南方軍を経て大本営の許可が必要であった。ただし、大本営にはニューギニアからフィリピンまで敗退を続けている第4航空軍を、フィリピン決戦と運命を共にさせようという意図もあって、撤退の許可は簡単には出さないものと考えられた。
しかし、エチアゲにも連合軍の空襲が始まり、台湾とフィリピン間の制空権が風前の灯火となると、隈部らは焦りだし、いずれ撤退の許可がもらえることを前提にして、心身ともに衰弱の激しい富永を台湾に｢視察｣に行かせるという名目で脱出させることとした。隈部は心身ともに衰弱している富永に「第4航空軍は台湾軍司令官に隷属し、揚子江河口付近から台湾を経て比島に渡る航空作戦を指揮することとなった。ついては軍司令官は病気療養もあり、台湾軍司令官との作戦連絡もあるので、至急台湾に飛行していただきたい」という至急電が届いたと虚偽の報告をして、富永に台湾への撤退を同意させている。富永自身の記憶では、この隈部による口頭での報告が、富永が入浴中のときに行われたとされている。これに対し、隈部は友人の森本少将に、むしろ富永のほうが総軍から台湾撤退の命令が出たと伝えたと、語ったという。
富永はフィリピン脱出当日の朝、従軍記者らに気づくとわざわざそばにやって来て「大本営の命令で台湾に出張することになった」と告げていて、また、基地の中留軍医部長ら多くの者が、そのような中、当日の出発に手間取る内に大本営の台湾撤退承認の電文が届き、彼らの見る前でそれを隈部から知らされて富永は出発したとする。すなわち、隈部らは撤退用の航空機をどうにか準備すると、富永を台湾に逃がすための口実として「隷下部隊視察」との名目で台湾行きを大本営に申請していたが、やがて陸軍参謀総長からの台湾視察承認の電文が届いたので、後の富永や隈部らの弁明によれば、混信していた為この内容を台湾撤退許可と解釈し、まずは富永を航空機で脱出させることにしたのだという。ところが、後に富永や隈部は、この電報が出発の前日か前々日の富永の入浴時に届いたとするようなことも語っている。高木俊朗は、これらの不自然な展開について、結局、富永と隈部の謀議した芝居だったのではないかと疑っている。
隈部らは富永の脱出用の機体として高速の「一〇〇式司令部偵察機」を準備し、心身衰弱状態で航空機に乗れない富永を、隈部らで押し込んだが、一〇〇式司令部偵察機が飛行場の滑走路が軟弱で離陸できなかったため、急遽「九九式軍偵察機」を2機準備しそのうちの1機に富永を押し込んだ。もう1機には富永の副官の内藤准尉が乗り込んだ。護衛の掩護機として第30戦隊の一式戦闘機2機がついた。とはいえ、再出発時は既に日も高くなっていて、台湾に着くころには敵機と遭遇する可能性が高く危険であるにもかかわらず、低速の軍偵に乗り換えさせ出発させた様子を見ていた毎日新聞の報道班員村松喬記者らは違和感を感じていて、戦後に「彼（参謀）らはその時なんとしても、たとえ（富永）軍司令官を敵機の餌食にしようとも、送り出さなければならなかったと私は見ている。そうしなければ、彼らも脱出することができないからだ」「まずは病める軍司令官をシャニム二送り出した。新司偵が使えないとならば、危険極まる軍偵にまで軍司令官を乗せた。ということは、ひとまず送り出せば、あとは戦死しようと、知ったことではないからだ」と、隈部ら参謀が自身らが台湾に後退するために富永を危険覚悟で送り出したと推理している。しかし実際には、スケジュール自体を変え、富永の載った機はツゲガラオで一泊し、さらに2機であった護衛機を4機に増やして、さらに安全にした形で翌朝バシー海峡を渡って台湾に向かっている。
富永が台湾に到着すると、1月18日には隈部が夕方になってからエチアゲ南飛行場から航空機でフィリピンを発った。戦後の手記で、富永は、隈部ら幕僚らの引揚を認めたことについては、優秀な彼らを失わないためと説明している。この富永の手記においても、パイロットを含めた一般将兵のことは触れられていない。隈部は「各部隊は現地において自戦自活すべし」との命令を出して、フィリピンを脱出している。もともとはほとんどの飛行機を失った第4航空軍がフィリピンに居ても戦術的に意味がないため台湾に後退して第10方面軍の下で第8飛行師団を組入れて第4航空軍を立て直し、航空戦力を台湾からフィリピンにかけて有効に活用するというのが、本来は台湾後退の目的の説明のはずであった。だが、いざ司令官・参謀らが脱出を果たすと、パイロットも含め現地の一般将兵らは司令官・参謀らの指揮も作戦もなく勝手に戦えという、より戦術的に無意味な話に変わっている。
台湾の第8飛行師団では、第4航空軍の移動許可がまだ出ていないとして山本師団長が憤激し、自身が会えば富永の逃亡を認めたことになるとして会うのを拒否したため、岸本参謀長が富永に方面軍司令官に合うよう勧めた。第10方面軍司令部に到着した富永は、司令官安藤利吉大将に｢第4航空軍は第10方面軍の指揮下に入って作戦する｣旨の申告を行った。富永自身の後年の手記によれば、安藤司令官は憔悴しきった富永の姿を見て驚くと共に、当惑した表情で｢大本営からそのような電報はきていませんが｣と答え、その時点で事態に初めて気づいたような書き方をしている。当惑した富永は、台湾に到着した隈部をサイゴンの南方軍総司令部に説明に向かわせたが、南方軍総司令官寺内寿一大将は、富永の無断撤退に唖然として、報告にきた隈部を寺内は自ら直接激しく叱責している。しかし寺内は、今更第4航空軍司令部を比島に戻しても意義が少ないため、これを追認し、正式に軍の後退を許可した。
部下らを置き去りにしての逃亡とも見られたフィリピンから台湾への脱出に関しては、戦後シベリアからの帰還直後は富永は、国会の参考人招致においても「サンデー毎日（村松喬記者による富永擁護論が載った）なんかにも、私の信頼する幕僚にあたかも罪あるがごとくに書いてございましたけれども、これは全くそうではございません。私が皆悪いために、ああいう批評を受ける次第でございます」と、自身の責任としていた。しかし、その後、取材や回想録において｢参謀長の隈部から（富永の指揮する第4航空軍の台湾への移動命令が出たとする）虚偽の報告を受けた｣とし始め、隈部の虚偽の報告を受けた上で｢軍司令官は結局、参謀長の意見どおりに行動したのであるが、これは参謀長の所見に屈従したのではない。当時の精神衰弱の状態において、ひとり幾度が熟考した上で決行したものである。｣と自らの判断で行ったと述べている。
一方で、先の村松記者の説によれば、富永も、レイテ島の戦い終盤までは、マニラを死守して送り出した特攻隊員の後を追うと決めていたが、精神的に衰弱してくると、部下らの言いなりに台湾への撤退を考えるようになったのではないかとする。
富永自身の回想録では、1944年9月21日付｢大陸指第2170号｣における第4航空軍は南部台湾を作戦に使用して良いとの命令を利用して、台湾への撤退の理由としては、戦力の立て直しのほかに、第4航空軍の参謀たちを無駄に死なせてはいけないという思いもあったとする。第14方面軍参謀長の武藤章のほかに、第3船舶輸送司令官稲田正純少将からも台湾に撤退して戦力を立て直すべきとの提案があっており、富永を後押しした。しかし、常々、｢君らだけを行かせはしない。最後の一戦で本官も特攻する」と訓示して多数の特攻機を出撃させ、｢マニラを離れては、特攻隊に対して申し訳ない｣とも主張し、多くの共鳴者もいたので、台湾への後退について、自分からは何の意思表示もできなかったという。
一方で富永は、隈部ら参謀がルソン島に残っての航空作戦の続行の可能性について疑問視し、台湾への撤退を考えていることも察知しており、結局のところ、富永も隈部ら参謀も台湾への撤退を望んでいた。富永は軍司令官就任当初から｢幕僚統帥を絶対にやらぬ｣と決めていた通り、これまで航空作戦を自己の判断で進めており、それは病床に伏すようになってからも変わらず、また、人事局長や陸軍次官といった官僚的な職務に長く就いてきたこともあって、形式に拘り枝葉末節のことにやかましかったので、｢台湾に転進せよ｣との命令があったとする隈部の口頭だけでの報告を、後で自ら検証することなく「自分の軽率を恥じねばならぬ。自分の手落ちを認めねばならぬ」と語ったとするが、富永が部下の報告を盲信するはずはないと言う指摘もあり、富永を診察していた中留軍医部長は、「台湾に下がって爾後の作戦を講ずるというのが司令官の決意だ」と富永の意図を考えていた。のちに、台湾で第4航空軍との連絡係をすることになり、富永や参謀たちと面談を重ねた第8飛行師団参謀の神直道中佐は、「航空軍四首脳(司令官、参謀長、参謀副長、高級参謀)の創作以外のなにものでもない」と、富永を含む第4航空軍司令部の共同謀議と考えていた。
2月13日、大本営は第4航空軍司令部の解体を発令したが、富永については上部組織の追認があったことから、軍紀違反にはあたらないとして処分は待命にとどまった。『戦史叢書』では、この軍法会議にかけない処分には厳正を欠くという批判も多かったが、富永の病状は正常な判断能力がない水準にあるという、陸軍上層部の判断から決定された処分であったとする。
富永更迭に対する異説としては、ノンフィクション作家である高木俊朗が、当時の人事局長である額田坦は富永の腹心であり、高木俊朗は、富永には当時の日本軍が下に厳しく上に甘い体質であることが分かっていて、額田に働きかけて予備役編入で済ませるよう工作したのではないかと著書で主張し、実際に台湾で富永がわざわざ額田を呼び寄せ何事か相談していることを指摘している。これについて、額田自身はその著書で、富永の処分については直接関わっていないので詳細は知らないと述べ、また、軍司令官の任免は陸軍人事局長の権限ではないとしているが、一方で、例えば、畑陸相辞任・東條陸相就任の際には阿南次官の承認を得てとはいえ権限外にもかかわらず、東條に代えて山下奉文少将（当時）を航空総監にするように、自身が発案して三長官会議（陸軍大臣、参謀総長、教育総監の会議）で認めさせたことを語っていて、中枢で上級人事に関与することは十分可能であることを示している。

### 自決
1945年（昭和20年）2月 第4航空軍廃止により、隈部は陸軍航空審査部総務部長に更迭された。 
戦後、陸軍省の元人事局長であった額田坦は敗戦にあたって自決した日本軍将兵の顕彰・賞揚のために『世紀の自決』という書籍を編述した。これによれば、隈部は後日、日本に帰ってきたときに、陸軍省の人事局に訪れて「第4航空軍の不評は全く私のいたらぬためです。殊にあの立派な、しかも当時、心身ともに過労の極にあった富永軍司令官に対して、とかくケチをつける者があると聞き深く呵責の念に堪えない」「（富永）自ら最終的にレイテに突入することを決めておられた。ところがそれを妨げて、軍司令官に生き恥をかかせたのは実にこの私です」「当時の実情を聞いてください。この軍司令官の決意が、いつとはなしに次第に司令部内に知れたため、我も我もと軍司令官と行を共にしたい者が増えてきたのです」「そこで私はいろいろと苦心して、その源を断つために軍司令官の突入を漸く防ぎ、その後台湾に後退することとなったのです」「ところが、この苦心が却って仇となり、避難の因を作ったことは全く私の不覚でした。」と話したとしている。また、『世紀の自決』によれば、隈部は、「私は罪万死に値すると考えるので、内地の要職など思いもよらない。どんな下級職でも結構ですから、是非とも最も危険な場所にやって貰いたい」と訴えという。希望は通らなかったが、航空審査部では精魂を込めた仕事ぶりで着々と業績を上げていたという。この『世紀の自決』は自決した将兵らの遺書や最後の手紙や言動を記載したものであるが、額田は、この書籍について、日本人の輝かしい精神史の資料とすべく、内容は原文を正確に収録したとしている。ただし、この隈部の発言は誰の核記した原文によるものか記されていない。ノンフィクション小説家・映画監督の高木俊朗は、この隈部の章を書いたのは額田本人とみて、額田は他ならぬ富永のいわば子分であったとし、『世紀の自決』や富永の手記の内容は、当事者らを高潔に見せつつ、結局は、責任を隈部に押し付け、額田が富永を擁護するためのものとその著書で述べている。
8月15日、終戦が決まった夜に、実母、妻、19歳の長女、17才の次女と一緒に食卓を囲んだ後、家族全員で多摩川畔の立川飛行場の一画に行き、隈部が家族全員を拳銃で射殺したのち自らも自決した。隈部は自決することを事前に軍医に告げており、軍医は隈部から告げられていた自決場所で隈部一家の遺体を検死している。隈部は遺書などを残していないため自決の理由は不明であるが、第4航空軍参謀長当時推進した特攻作戦への責任と、敵前逃亡に等しい戦場離脱をした悔恨によるものや、富永の将徳に傷をつけたことを恥じ、多くの特攻隊員に対するお詫びであったと推測されている。
隈部の自決については異説も存在する。高木の著書『陸軍特別攻撃隊』によれば、その異説では終戦当時、東秋留駅近くに下宿していた隈部が、別居していた家族（母・妻・長女・次女）と、足が不自由な妻を世話していた女性とその弟を馴染みの小料理屋に呼び寄せ食事を伴にし、長女が嗜んでいた仕舞を舞った後、多摩川畔の多摩橋下流の堤防で心中したという。また、隈部と同じ審査部からは特攻機の爆装改装計画の責任者であった大佐が全く別に、空襲を避けるため玉川上水取入口近くに分散していた執務室でただ1人で自決していたが、既に世間の軍人への反感が露わになり始めていて、近所の火葬場は火葬を拒み、彼ら8名の遺体は基地の兵士らの手によっていっしょに火葬されたという。
高木によれば、隈部の自決の原因は、一般には、第4航空軍司令部逃亡事件の責任と謝罪のためとされているという。しかし、陸軍の特攻の推進者は参謀本部次長兼航空総監の後宮大将と航空本部教育部長の隈部であったとして、むしろ特攻導入の自責の念からではないかとする。だが同時に、そのような理由であれば、本人だけの自決でなく、一家自決になることに疑問を抱き、家族も含めた前途への不安があったのではないかとしている。また、高木は、隈部の自決の状況の通説となっている『世紀の自決』については、隈部の章を書いたのは額田坦本人で、額田は他ならぬ富永のいわば子分であったとし、『世紀の自決』や富永の手記の内容は、当事者らを高潔に見せつつ、結局は、責任を隈部に押し付け、額田が富永を擁護するためのものとその著書で主張している。また、高木は、隈部が日本に帰ってきたこの全く同じ時期に、審査部の先任の総務部長であった森本少将に、第4航空軍司令部の台湾後退は隈部が発案したことではなく富永の妄想同然のような言動から進められたかのように聞こえる話を、語ったことを伝えている。 
高木が隈部の自決に関する異説を紹介した後、隈部の妻女の世話をしていた女性の縁者が高木の『陸軍特別攻撃隊』を読んだことがきっかけで連絡があり、高木がさらに調査したところ、実際の隈部の自決の真相は以下のようなものであったと著書に再度記述した。死んだ家族以外の女性は、隈部がシンガポールに居た頃に料亭の女将が斡旋した愛人で、当時は隈部の下宿近くに住んでいた。まず、世田谷に住んでいた隈部の家族が下宿に呼び寄せられ、機密書類の焼却の手伝いを行った後、娘の一人はバイオリンを奏で、夜間になってから隈部の所属部署の軍医が同行して一行は多摩橋下流に出かけ、まずはその軍医が隈部の家族に麻酔を注射した上で隈部が射殺した。さらに隈部は愛人を軍用車で多摩橋下流に呼び寄せ、愛人は障がい者であったその弟をともに連れてきて、その弟と愛人を隈部が射殺したという。高木はさらに、当初自分が記述していた、隈部の妻女と愛人とされる女性の同居について撤回し、隈部の家族は愛人の存在を知っていたかどうかも分からないと記述している。
さらに高木によれば、愛人であった女性の母親が、隈部はソビエト連邦に対するスパイのようなことをしていたと娘が言っていた、ソ連軍が日本に来たら捕まえられる、だから死ぬんだと言ったそうだ、と話していたという。ただし、隈部の軍歴は、日本本土での航空部隊・航空学校や陸軍航空本部の勤務と、第2飛行集団（2FD。後に第2飛行師団と改称）隷下での満洲・スマトラ・フィリピン等での勤務が主体である。終戦時軍関係の文書が焼却されたこともあって、現在のところ高木の軍歴には対ソ諜報活動と直接に結びつきそうな部署は見当たらない。高木は、検死報告書に押印した軍医（自決に介在した軍医とは別の人物）が隈部とは個人的な付き合いがあり、隈部は中佐の頃ソ連の駐在武官をしていてと言いかけたところで口を噤んだことや、愛人であった女性の家族から隈部がロシア内で写った写真を見せられたことを伝えているが、陸軍公文書によれば、少佐時代の1937年（昭和12年）7月時点で陸軍の所沢陸軍飛行学校研究部主事兼教官として勤務、中佐に昇進した同10月には陸軍大学校に所属し陸軍士官学校分校で教官をしていたとする記録があり、また1939年（昭和14年）3月の大佐昇進と同時に陸軍航空本部第6課長兼航空総監部第4課長に任じられており、高木の聞いたようなソ連駐在武官という経歴は確認できない。
司令官の隈部亡き後の横田基地（多摩飛行場）は、陸軍航空審査部の有森光夫少将が指揮を取り、進駐してきたアメリカ軍に9月6日に引き渡された。